# Gigiella platnicki
Espèce
Gigiella platnicki est une espèce d'araignées aranéomorphes de la famille des Anapidae.

## Distribution
Cette espèce est endémique du Chili.  Elle se rencontre dans les régions des Lacs et d'Aisén.

## Description
Le mâle holotype mesure 1,41 mm et la femelle paratype 1,47 mm.

## Étymologie
Cette espèce est nommée en l'honneur de Norman I. Platnick.

## Publication originale
- Rix & Harvey, 2010 : The spider family Micropholcommatidae (Arachnida, Araneae, Araneoidea): a relimitation and revision at the generic level. ZooKeys, vol. 36, p. 1-321 (texte intégral).